# Mel Rosario
Melvin Gregorio Rosario (nacido el 25 de mayo de 1973 en Santo Domingo) es un ex receptor que jugó en las Grandes Ligas de Béisbol. Rosario jugó con los Orioles de Baltimore en la temporada 1997. En cuatro partidos, no tuvo hits en tres turnos al bate, con un error en la receptoría. Rosario fue un bateador ambidiestro, y lanzó a la derecho.
Fue firmado por los Padres de San Diego como amateur en 1991. La última vez que jugó profesionalmente fue en 2006 para Atlantic City Surf de la Liga del Atlántico.